# Luanshya
Luanshya è una città dello Zambia, parte della Provincia di Copperbelt e capoluogo del distretto omonimo. Amministrativamente è formata dai 14 comuni che formano la circoscrizione elettorale (constituency) di Luanshya.